# Кравцов, Владимир Васильевич
Влади́мир Васи́льевич Кравцо́в (бел. Уладзімір Васільевіч Краўцоў; род. 28 августа 1953, Подпорожье, Ленинградская область, РСФСР) — белорусский политический деятель, депутат Палаты представителей Национального собрания Республики Беларуси V созыва. С 15 ноября 2013 года по 22 августа 2020 года — председатель Гродненского облисполкома.

## Биография
Родился в 1953 году в городе Подпорожье Ленинградской области РСФСР. В 1975 году окончил Могилёвский машиностроительный институт, в 1991 году — Академию общественных наук при ЦК КПСС.
С 1975 по 1979 годы работал на Могилевском автомобильном заводе имени С. М. Кирова мастером, механиком и заместителем начальника цеха.
В 1979—1981 года был инструктором горкома КПБ г. Могилева. В 1981—1983 годах — заведующий промышленно-транспортным отделом Октябрьского райкома КПБ Могилева. В 1983—1985 годах занимал должность инструктора Могилевского областного комитета КПБ.
В 1985—1991 годах являлся секретарем парткома Могилевского автозавода имени С. М. Кирова и вторым секретарем Могилевского горкома КПБ. С 1991 года работал исполнительным директором Могилевской региональной межотраслевой ассоциации делового сотрудничества «ИНИН», с 1997 года — заместителем директора ООО «Малое предприятие „РУХ“» г. Могилева, с 1998 года — директором ОДО «Трансэнерго-Запад» г. Могилева.
С 2001 по 2012 годы занимал должности председателя комитета экономики и рыночных отношений, заместителя председателя и первого заместителя председателя Могилевского облисполкома.
С 2012 по 2016 годы являлся депутатом Палаты представителей Национального собрания Республики Белоруссии V созыва.
С ноября 2013 года по 22 августа 2020 года — председатель Гродненского областного исполнительного комитета.

## Глава Гродненского облисполкома
Президент Республики Беларусь Александр Лукашенко 14 ноября 2013 года рассмотрел кадровые вопросы. Глава государства назначил Владимира Васильевича Кравцова председателем Гродненского облисполкома. Кандидатура была единогласно утверждена сессией областного Совета депутатов. В своем выступлении новый руководитель отметил, что назначение на эту должность он рассматривает как большое доверие, которое, несомненно, накладывает и высокую ответственность.
Во время деятельности Кравцова на должности председателя облисполкома, в Гродно начал работать парк высоких технологий, который разместился на территории бывшей воинской части. В Щучине в сентябре 2015 года прошёл, праздник белорусской письменности, а в Дятлово — областные дожинки. Несмотря на скромность областного бюджета, власть намерена развивать культуру, уделять особое внимание бюджетной и социальной сферам, историческому наследию. Запланированных финансов однако, не хватит на восстановление замков. Единственным исключением станет реконструкция дворца Друцких—Любецких в Щучине, завершение которого намечена на сентябрь 2015 года.
Важной задачей стало окончание строительства областной филармонии, поликлиники, школы и детсада в Вишневце, поликлиник и детсадов в некоторых райцентрах. На эти власти области намерены искать средства.
В конце первого квартала 2015 года должно начаться расширение до четырёх полос очередного участка трассы М6 — от Щучина до поворота на Вильнюс. Известно, что на эти цели уже выделен льготный кредит Европейским банком реконструкции и развития (в размере 250 миллионов долларов).
Залогом стабильности аграрного комплекса области Владимир Кравцов называет высокую культуру производства. Соблюдение технологических регламентов выращивания культур и совершенствование технологических приемов дают положительные результаты. Увеличиваются посевы новых и перспективных сортов и гибридов сельскохозяйственных культур. В конце 2017 года начало расширяется применение элементов точного земледелия, в том числе спутниковой навигации, которая позволяет более эффективно вносить средства химизации.
Говоря о том, что сделано в области в 2017 года — Год науки, Владимир Кравцов выделил реализованную в аграрном университете разработку и внедрение технологии геномного анализа крупного рогатого скота. Университетская ДНК-лаборатория сегодня единственная в Республике Беларусь данного профиля, имеющая аккредитацию в странах Европейского Союза. Среди заказчиков предприятия АПК Беларуси, производственные организации России, Украины, Польши и Литвы.
С введением безвизового режима этой возможностью воспользовались и посетили Гродненскую область более 50 тыс. туристов из 66 стран. Анализ показал, что в Гродно активно развиваются такие виды туризма, как познавательный, медицинский и событийный. Введение безвизового режима способствовало активизации малого и среднего бизнеса. За время действия безвиза в Гродно создано 418 новых рабочих мест в сфере торговли, общественного питания и услуг, культуры. В Гродно появилось 9 новых стационарных объектов общественного питания на 360 мест, развивается инфраструктура туризма на Августовском канале.
Александр Лукашенко утром 22 августа 2020 года объявил, что сменил губернатора Гродненской области. Новым главой региона назначен Владимир Караник, ранее руководивший Министерством здравоохранения. Ранее уволенный глава области отпустил всех задержанных на протестах, сами протесты были разрешены, а местное телевидение предоставило слово оппонентам правительства. Гродно одно время даже называли «вольным городом».

## Увлечения
Владимир Кравцов, увлекается плаванием, ездой на велосипеде, катанием на лыжах.

## Награды
- медаль «За трудовые заслуги»  (2008)[7],
- почетная грамота Национального собрания Республики Беларусь,
- почетная грамота Совета Министров Республики Беларусь,
- Медаль «МПА СНГ. 25 лет» (27 марта 2017 года, Межпарламентская ассамблея СНГ) — за заслуги в деле развития и укрепления парламентаризма, за вклад в развитие и совершенствование правовых основ функционирования Содружества Независимых Государств, укрепление международных связей и межпарламентского сотрудничества[8].